# Vladímir Vèksler
Vladímir Vèksler   (Jitòmir, 19 de febrer de 1907 (Julià) - Moscou, 22 de setembre de 1966) Vladímir Iósifovitx Vèksler fou un prominent físic experimental soviètic.

## Biografia
Veksler va néixer a Zhitomir el 4 de març de 1907 a l'Imperi Rus en el si d'una família jueva. La família de Vèksler es va traslladar de Jitòmir a Moscou el 1915. A la capital russa es va graduar a l'Institut de l'Energia el 1931. D'ençà del 1936 va treballar a l'Institut de Física Lèbedev, on es va interessar pel desenvolupament del detector de partícules i per l'estudi dels raigs còsmics. Va participar en diverses expedicions a les muntanyes del Pamir i a l'Elbrús per tal d'estudiar la composició dels raigs còsmics. El 1944, va començar a treballar en el camp de la física dels acceleradors, on es va fer famós per la invenció del microtró, i el desenvolupament del sincrotró en independència d'Edwin McMillan, en el camp de la tècnica de l'acceleració de partícules; es va fer famós per haver formulat els principis bàsics del disseny de l'accelerador de partícules modern, que van propiciar el desenvolupament del sincrotró. El 1956 va fundar i dirigir el Laboratori d'Altes Energies dins l'Institut Unificat de Recerca Nuclear a Dubnà, on va ser un dels impulsors de la construcció d'un dels acceleradors de protons circulars més grans del món d'aleshores, juntament amb el de Protvinó, tots dos a l'óblast de Moscou.
Fou acadèmic corresponent de l'Acadèmia Soviètica de les Ciències des del 1946 i numerari d'ençà del 1958. A partir del 1963 va encapçalar el departament de física nuclear de l'Acadèmia. Del 1965 ençà fou l'editor en cap de la revista Iàdernaia Fízika ('Física Nuclear').
Va rebre nombrosos guardons, entre els quals el Premi Stalin (1951) el Premi Lenin (1959), l'Orde de la Bandera Roja del Treball (1962) i l'Atoms for Peace Award dels Estats Units (1963).